# Inocybe strobilomyces
Inocybe strobilomyces är en svampart som beskrevs av E. Horak 1978. Inocybe strobilomyces ingår i släktet Inocybe och familjen Inocybaceae.   Inga underarter finns listade i Catalogue of Life.